# Éric XII de Suède

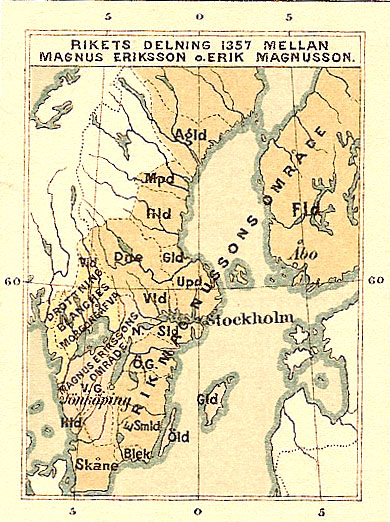
Le royaume de Suède en 1357

Erik XII de Suède, né en 1337 et mort le 21 juin 1359, est roi de Suède de 1356 à 1359, en rivalité avec son père Magnus IV.

## Biographie
Fils aîné de Magnus IV et de Blanche de Namur, il est héritier présomptif du royaume de Suède à partir de 1344. Après l'acceptation par son père de la nomination de son frère cadet Håkon comme roi de Norvège, il réclame le 18 octobre 1356 comme part d'héritage le royaume suédois.
À la tête des Suédois révoltés contre son père, il envahit le Halland et prend la forteresse de Varberg à Bengt Algotsson le favori de son père. Par le traité de Jönköping le 28 avril 1357, il obtient avec le titre royal le Halland méridional, la Scanie, le Blekinge, l'Östergötland la plus grande partie du Småland, Visingsö et la Finlande.
À la suite de la rupture de l'accord dès novembre suivant, il reçoit en sus le Svealand le Norrland le Närke. Son père, dépouillé de la quasi-totalité du royaume et abandonné par ses partisans, se réfugie au Danemark auprès du roi Valdemar IV qui occupe les places fortes de Scanie dans le but officiel d'y rétablir Magnus.  
Après une nouvelle réconciliation, Magnus avec l'aide de son second fils Håkon VI de Norvège entreprend de reprendre la lutte contre lui. Éric meurt le 21 juin 1359 vraisemblablement de la peste noire et non pas empoisonné par sa mère Blanche de Namur pour s'être révolté contre son père comme le rapporte une « légende noire » hostile à la reine.

## Mariage
En 1355, il épouse Béatrice, fille de l'empereur germanique Louis IV de Bavière, qui meurt peu après lui ainsi que leurs deux enfants en bas âge sans doute victimes de la même épidémie.